# Lipót Auer
Lipót (Leopold) Auer (Veszprém, 7 giugno 1845 – Dresda, 15 luglio 1930) è stato un violinista, compositore direttore, nonché maestro di musica ungherese.
Nel 1868 accettò l'invito a prendere il posto di Henri Wieniawski al conservatorio imperiale di San Pietrogrado in Russia. Scrisse un importante volume dal titolo originale Violin playing as I teach it, L'arte di suonare il violino pubblicato da G. Duckworth and Co. Ltd a Londra nel 1921, 1929 e 1960.
Fu uno dei più grandi didatti della storia del violino. Fra i suoi allievi figurano alcuni dei più grandi concertisti della loro epoca, fra cui Mischa Elman, Toscha Seidel, Jascha Heifetz e Nathan Milstein. Assieme a Pëtr Stoljarskij è considerato il fondatore della scuola violinistica sovietica. 
Čajkovskij gli dedicò il proprio Concerto per violino, ma egli, dopo averne letto la partitura, giudicò l'opera ineseguibile e propose all'autore una revisione della parte violinistica in modo da renderla strumentalmente più efficace: l'ineseguibilità cui si riferiva Auer era probabilmente da imputare ad una scrittura violinistica poco efficace, tantoché propose delle varianti alla parte che sono più difficili di quanto prevedeva l'originale. Tchaikovsky però rifiutò le modifiche e al concerto fu data prima esecuzione da Adol'f Davidovič Brodskij.